# 山本里美
山本里美（日语：／ Yamamoto Limi，1974年—），日本時裝設計師，為山本耀司的女儿。

## 早年生活
山本里美出生于福冈县，毕业于文化服装学院。

## 设计师生涯
山本里美于1996年进入父親創辦的Yohji Yamamoto株式会社，在Y’s任职两年图案设计师。
1999年以设计师就职于新品牌Y’s bis LIMI。2000年在东京时装周出道。2002年A/W将品牌名改为“LIMI feu”。 LIMI feu的品牌名是由她自己的名字和法语中火的“feu”创作而成。
2003年12月13日，在东京都澀谷區代官山开了第一间店铺。这家店是由山本里美自己选址，店铺面积80平方米，白色的墙壁和沙发，营造出安静的氛围。2004年，创办新系列“Trace”。

## 外部連結
- Her Story：搖滾、反叛卻真實的女裝設計師，山本里美不只是「山本耀司女兒」這麼簡單 （页面存档备份，存于）
- 山本里美官方個人頁面 （页面存档备份，存于）
- 山本里美的Instagram帳戶 （页面存档备份，存于）